# 虛擬社群
虚拟社区，又稱電子社群或電腦社群，是網際網路使用者互動後，產生的一種社會群體，由各式各樣的網路社群所構成。
虛擬社群一詞在Howard Rheingold於1993年出版的「虛擬社群」一書被介紹。Rheingold在其著作中指出虛擬社群係源自於電腦中，介傳播所建構而成的虛擬空間（Cyberspace），是一種社會集合體（Social aggregation），它的發生來自於虛擬空間上有足夠的人、足夠的情感、與人際關係在網路上長期發展。
Rheingold認為虛擬社群是一群人在網路上從事公眾討論，經過一段時間，彼此擁有足夠的情感之後，所形成人際關係的網絡。Rheingold（2000）認為虛擬社群是一種新型的社會組織，並有以下四種特質：1.表達的自由；2.缺乏集中的控制；3.多對多的傳播；4.成員出於自願的行為。
虛擬社群的形式包括了早期的電子佈告欄、討論區、MUD，或是近期才出現的部落格、維基百科。虛擬社群的林立，正體現Web2.0所強調使用者為中心的概念，透過社群成員彼此的分享與共創，使得人人皆可在網路媒體發聲。
人們通過網際網路技術，在網上聚眾，發表文章、網上日誌、相片、錄像分享，互相影響著現實生活中人們的思想、意識、文化、及性取向等。
在網上，虛擬社群也是一個社會組織網絡，相互連結形成全球化、地球村，及各部落、自治區等。有網友上網，追求的是無政府世界的自由，不過其實虛擬社群也存在著不同階層，有管理人及新鮮人，有部落格版主（OWNER）及訪客（GUEST），前者有權取捨網上資訊，當把關人；而後者通常只能選擇「服從」或「轉台」他去。

## 發展成媒體
網路的發展，以分享、多中心溝通為始，由於訊息流通廣佈，似形成意義的接收與共享，傳播學學者遂以媒體稱之。
然而，社會學學界見到了人們於網路上的社會行為，雖以溝通為主，不以溝通為限。社群的比擬用詞便是社會學界看網路的一個觀察指標。

## 虛擬社群的形式

### 網路留言板
網路留言板是一種討論不同主題及表達想法的網路論壇。使用者可以選擇要看哪個討論串，並且可以回復該討論串。期間任何想要加入討論的人也可以隨時藉由回復貼文的方式加入討論。和一般的面對面聊天不同，網路留言板的留言不是即時回復的，使用者必須親自去討論串上確認。
任何人註冊後都可以參與留言版的留言。註冊這個留言版並不代表一定要發表想法或意見。和聊天室不同，理論上加入網路留言版的人數是沒有上限的。
就在網路論壇掀起一股熱潮之後，人們開始尋求另一種「即時的」網路社群互動模式。網路留言板讓世界各地的人能夠討論同一個討論串，不受時區不同的限制。

### 線上聊天室
線上聊天室則可以讓使用者即時讀取並回復訊息。線上聊天室的使用者大多使用文字交流。大部分的聊天室的設計都大致相似：一個文字輸入框，一個文字訊息視窗，以及一個線上使用者名單。使用者在文字輸入框中輸入訊息，上傳到伺服器，伺服器會傳送這個訊息到每個聊天室使用者的電腦，並呈現在他們的文字訊息視窗中。文字訊息窗可以看到歷史訊息，並且每封訊息都有個發出時間戳記。而線上使用者名單則顯示目前在線上的使用者。

### 虛擬世界
虛擬世界是互動性最高的網路社群互動模式。在這樣的虛擬世界中，使用者會以虛擬角色的方式呈現在3-D電腦世界中。使用者可以創造或是選擇自己的虛擬角色外型以及居住地，並且操縱他們進一步與其他虛擬角色互動。虛擬世界和一般電玩遊戲很類似，但是不同的地方在於在虛擬世界中使用者沒有要達成的目的。虛擬世界只是提供機會給使用者在遊戲中過更理想的生活。虛擬角色在遊戲中可以互相對話，並且可以進行如真實世界中的互動，例如，可以選擇某個虛擬角色並建立親密關係。

### 社群網路
利用社群網路服務所建構出來的虛擬社群可能是最蓬勃的社群形式，透過Facebook，Twitter，或其他的社群網路平台，人們可以與現實或虛擬的朋友溝通、聊天、分享、甚至舉辦活動。

### 特定資訊網路
參與式文化式佔網路和虛擬社群很重要的位置，在參與式文化裡，使用者覺得自己的貢獻是很重要的，並且透過貢獻，和其他貢獻者建立穩固的情感連結。網站的訊息貢獻者和消費者的界線被模糊或重疊。根據Henry Jenkins所說「成員相信他們的貢獻很重要，並且感受到和同是貢獻者的其他人有某種程度上的社會連結。」 

## 相關
- 網民
- 時代雜誌的《你》
- 網際網路
- 網上討論區
- 社會團體
- 用户过亿的虚拟社区列表